# Jebala

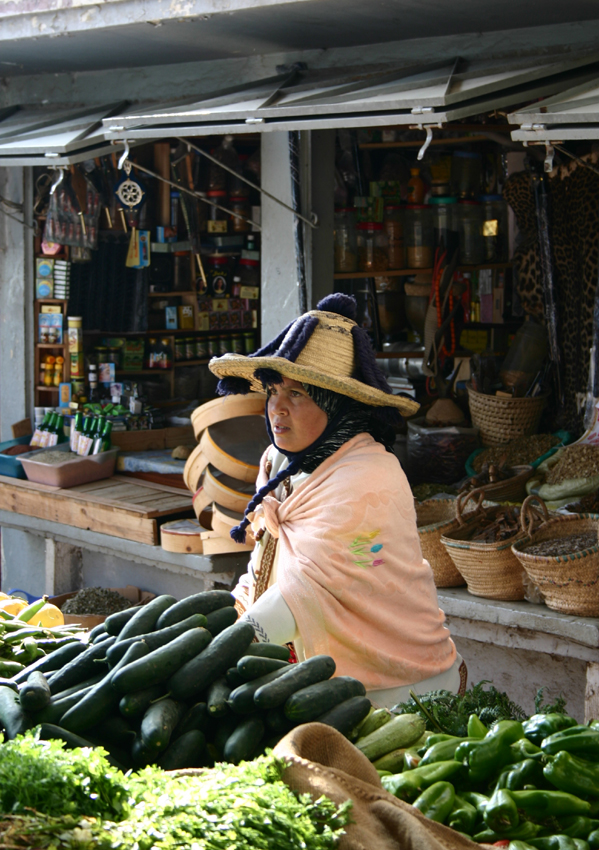
Mulher Jebala num mercado

Jebala (em castelhano: Yebala; em árabe: جبالة; romaniz.: Jbala) é um termo de origem árabe que tanto se aplica a uma região histórica e cultural do norte de Marrocos como aos seus habitantes, e que se estende desde Tânger, a norte, até ao rio Uarga, a sul, e até ao Rife central, junto a Taounate, a leste, incluindo as planícies atlânticas desde Tânger a Larache, na foz do rio Lucos.[carece de fontes?] Numa aceção mais restrita, estas planícies designadas por Habt, já não fazem parte de Jebala.
Outra designação da região usada pelos geógrafos é Península Tingitana, uma reminiscência da província romana Mauritânia Tingitana, um nome com origem no personagem da mitologia grega Tinjis que segundo a lenda teria fundado Tânger.
Os habitantes da região são igualmente chamados Jebalas, Jbalas ou Jebli, sendo esta última designação também usada para o dialeto local, uma espécie de mistura de árabe, berbere rifenho e castelhano. Apesar de quase todos os habitantes serem de amazigues (berberes) ou terem origem berbere, todos estão arabizados e falam árabe desde o século XII ou XIII, por influência das populações vizinhas de Fez, da generalidade do norte de Marrocos e do Al-Andalus. A população total é de cerca de 1 100 000 habitantes.

## Etimologia
O termo Jbala provém de jbel (montanha em árabe); jbala significa "gente da montanha" ou montanheses. Os homens são chamados jebli e as mulheres jebliya.
A palavra Jebala surge no século XVI ou XVII para designar esta região do norte de Marrocos, substituindo a antiga Gomara, usado por historiadores como Albacri, ibne Caldune e Leão, o Africano. As planícies atlânticas de Tânger a Larache são denominadas historicamente como Habt. A população a que ibne Caldune chamava Gomara coincide aproximadamente com os limites da atual Jebala e é de etnia berbere, pertencente ao ramo dos Masmudas.

## História
Ao longo da História, a região de Jebala  assistiu a várias ondas de imigração de árabes e berberes, entre elas os berberes Sanhajas que se fixaram a norte do Uargam nas montanhas  Beni Mestara, Beni Mesguilda e Erhuna, os árabes do século VIII, os árabes Banu Hilal no século XI, as dinastias berberes dos almóadas e almorávidas nos séculos XI e XII. A arabização de Jebala começou cedo, no século XI, e foi bastante intensa, principalmente na planícies atlânticas, e não tanto na área mediterrânica de Xexuão e Oued Laou. A rabização intensificou-se na região depois da independência de Marrocos em 1956, sobretudo por via da alfabetização.

## Organização administrativa
Na estrutura administrativa do estado marroquino, o território Jebala está repartido por uma prefeitura (Tânger-Arzila) e quatro províncias (Fahs Anjra, Tetuão, Larache e Xexuão). Estas, por sua vez, estão divididas em entidades municipais (círculos  comunas). Os limites dos territórios controlados pelas cabilas (tribos) jebali na época em que foram instaurados os protetorados francês e espanhol, no início do século XX, foram alterados pela divisões administrativas estabelecidas pelas autoridades coloniais francesas e espanholas antes da indepndência, em 1956, e depois desta pelo estado marroquino.
Os territórios de Jebala incluídos na provícia de Sidi Kacem são os que eram controlados pelas cabilas dos Beni Mestara, Beni Mesguilda e Erhuna quando foram instituídos os protetorados. A distribuição por cabilas de Jebala varia conforme as fontes. A lista de Moulierás, um sociólogo francês que publicou uma obra sobre Jebala no final do século XIX refere 52 tribos, bastante mais do que a chamada "Carta de povoamento do Marrocos Setentrional", publicada em 1991, que refere 44 tribos.
Em 1925, o Tratado de Madrid, assinado por Espanha e França durante a Guerra do Rife, divide as zonas de influência dos dois países sobre Jebala. As aspirações francesas e espanholas sobre o rio Uarga e o curso superior do Lucos estabelecem uma linha que deixa na zona francesa várias cabilas jebali.

## Infraestruturas

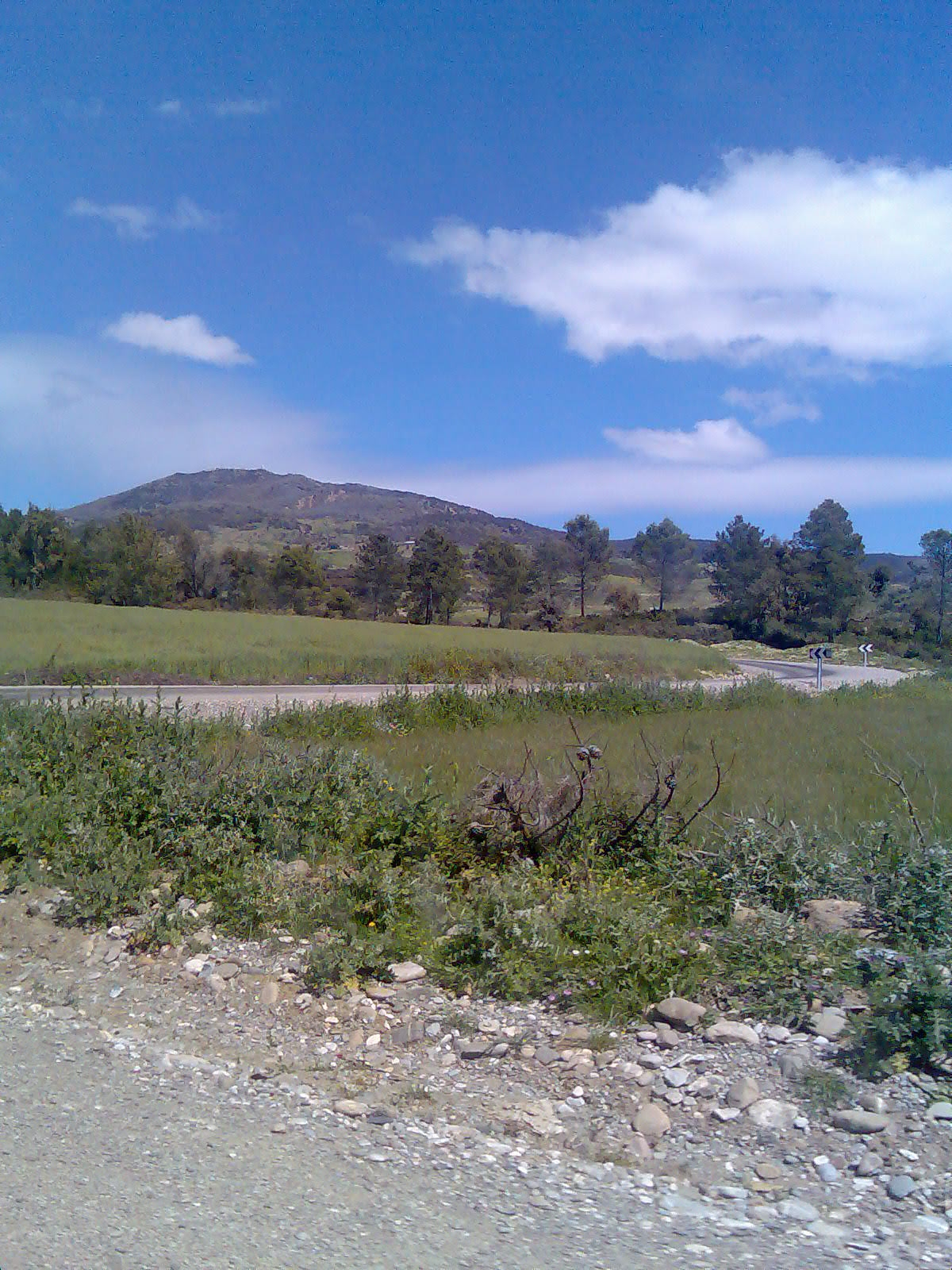
Paisagem da região de Jebala

A região de Jebala é uma das mais urbanizadas de Marrocos, com as cidades de Tânger, Tetuão, Larache, Alcácer-Quibir, Xexuão e Ouezzane. A densidade populacional também é das mais altas do país. A sociedade jebali é predominantemente rural e agrícola, cuja economia se baseia numa agricultura de tipo mediterrânico de trigo, oliveira e árvores de fruto. As comunicações são bastante precárias, principalmente nas áreas rurais. As cidades estão ligadas entre si e com os núcleos rurais mais importantes por estradas asfaltadas ou de macadame, mas a maior parte das localidades rurais só são servidas por estradas de terra e há algumas que nem estradas ou psitas têm.
A região é objeto de múltiplos programas de desenvolvimento europeus e é a região de Marrocos que recebe mais cooperação por parte da Espanha. A ação de um grande número de associações locais e estrangeiras e de ONG's espanholas e francesas completa o quadro de ações em prol do desenvolvimento em Jebala.
As taxas de alfabetização são bastante baixas nos meios rurais, principalmente entre as mulheres.
A divisão sexual do trabalho nas zonas rurais faz incidir sobre as mulheres a maior parte das atividades produtivas, tanto domésticas como fora da residência. As mulheres encarregam-se da maior parte dos trabalhos agrícolas e também do artesanato. Um bom exemplo disso é a atividade cerâmica, em riscos de desaparecimento em muitas áreas de Jebala.

## Religião
A grande maioria da população é muçulmana sunita. O sufismo está muito implantado e existem numerosas zauias em toda a região. O culto dos santos (awliya) tem grande força na zona. As principais figuras deste culto são Mulei Abdalcáder Aljilani (Abde Alcadri Jilani) e Mulei Abde Assalame ibne Mexixe Alami (Abde Assalame ibne Mexixe Alami; 1140-1227). A sepultura deste último encontra-se em Xexuão, o que está na origem do estatuto de cidade sagrada e interdita aos não muçulmanos até ao século XX.

## Vestuário
O vestuário tradicional das mulheres inclui xailes chamados mendils, feitos de algodão ou lã. De forma quadrangular, estes xailes são usualmente tecidos com riscas brancas e vermelho. São amarrados em volta da cintura para serem usadas como saias, mas também são usados como xailes comuns e para segurar bebés ou mercadorias nas costas ou na frente do corpo.
O peça de roupa tradicional dos homens é a djellaba, uma capa de uma só peça de algodão ou lã, com um capucho com ponta bicuda. Na região de Jebala, é comum que a lã não seja tingida, pelo que as cores mais comuns são o bege e o castanho escuro. Nas cerimónias e festividades religiosas são usadas djellabas brancas.
O calçado tradicional são chinelos de couro com a ponta bicuda e levantada. As cores mais comuns são castanho claro, amarelo e branco.
Os chapéus altos, em forma de pirâmida truncada, feitos em cana, são outra tradição de Jebala, tanto para homens como para mulheres. É frequente que os chapéus femininos sejam decorados com cordões e borlas de lã colorida, principalmente negras, brancas e vermelhas.